# TBS DigiCon6
TBS DigiCon6（ティービーエス デジコンシックス）は、TBSが主催する映像作家を発掘・育成するためのプロジェクト名称。デジコン6とも表記される。アジア各地域（日本、中国、台湾、香港、インド、韓国、マレーシア、フィリピン、シンガポール、タイ）で展開されている。
2000年に始まった当初は「The DigiCon」がコンテストの名称で、第2回は「The DigiCon2」、第3回は「The DigiCon3」というように数字は回数を表していた。2004年の第6回から現在の名称になったが、2007年までは「TBS DigiCon6+1」、「TBS DigiCon6+2」のように表記された。

## TBS DigiCon6 Awards
アジア最大規模の映像コンテストで、アニメや実写などジャンルを問わず、15分以内に収められた短編映像作品が対象。開催は通常年1回だが、The DigiCon時代の2001年は年2回行われた。2006年からは日本以外でも開催するようになり、国ごとにRegional Awardsが開催され、さらに各地域の上位5作品の中からGolden Award、Silver Award、Bronze Award、Creativity Awardsが表彰される。
BS-TBSでは、日本での授賞式の模様と受賞作品を紹介する特別番組を、授賞式の後（通常は12月～翌年2月頃）に放送。TBS→TBSテレビの現職アナウンサーが、授賞式の司会や特別番組の進行役・ナレーターを代々務めている。TBSラジオの『アフター6ジャンクション』（2018年4月から平日→月 - 木曜日の夜間に編成されている生放送番組）シリーズでも、「DigiCon6 JAPAN」の関係者や「JAPAN Awards」での受賞経験者をゲストに招いた特集を、2020年から「JAPAN Awards」開催の翌月（11月）に20時台で放送している（詳細後述）。
受賞作品については、公式サイトでも動画を無料で視聴できるようになっている。ただし、作品によってはダイジェスト（再編集）版として配信しているほか、BS-TBSの特別番組では一部の作品の紹介を割愛している。
なお、2022年までは「Digicon6 ASIA」と「Digicon6 JAPAN」の授賞式を、別々の日に東京都内で実施。第25回に当たる2023年には、両コンテストの授賞式を、10月7日（土曜日）に赤坂BLITZスタジオで開催した。さらに、授賞作品の紹介を兼ねた授賞式のダイジェスト番組を、『第25回Digicon6　最新短編映画の世界』というタイトルで11月18日の深夜（19日の未明）に地上波（TBSテレビ）で関東ローカル向けに放送。番組本編の映像から著作権などの処理を済ませた動画を、TVerとTBS FREEで放送後から1ヶ月間にわたって配信していた。

### 後援
- 現在
  - 外務省（2010年～）
  - 総務省（2012年～）
- 過去
  - BS-TBS（2007年～2010年、BS-iを含む）
  - 丸の内ビルディング（2007年）

### 協賛・特別協力
- 現在
  - オートデスク（2007年～、Softimageを含む）
  - ヒューレット・パッカード（2007年～）
  - 丸の内ビルディング（2008年～）
  - 三菱地所（2008年～）
  - サンライズ（2008年～）
  - AMD・ATI（2008年～）
  - アビッド・テクノロジー（2009年～）
  - Inter BEE（2010年～）
  - ワコム（2010年～）
  - BS-TBS（2011年～）
  - マックレイ（2011年～）
  - Reallusion（2011年～）
  - マルハン（2012年～）
  - 加賀電子（2012年～）
  - ビームス（2013年～）
  - ロッテリア（2013年～）
- 過去
  - 凸版印刷（2007年）
  - アドビシステムズ（2008年～2012年）
  - パナソニック（2008年～2009年）
  - マイクロソフト（2008年）
  - X-Rite（2009年～2010年）
  - ソニー（2010年～2011年）
  - デザイナーズガレージ（2011年）